# Rikard Nordraak
Rikard Nordraak (Cristianía, 12 de junio de 1842-Berlín, 20 de marzo de 1866) fue un compositor noruego. Es más conocido por ser el compositor del himno nacional de Noruega, "Ja, vi elsker dette landet".

## Biografía
Nació y creció en Cristianía, actual Oslo (Noruega). Su familia vino de la granja de Nordraak en el área de Randsfjorden en el condado de Oppland. Su padre era hermano de Inger Elise Nordraach, la madre del escritor y poeta noruego, Bjørnstjerne Bjørnson.
Las dotes musicales de Nordraak se hicieron evidentes a una edad temprana, pero como para muchos otros artistas en ese momento, ya había planeada para él una carrera diferente. Iba a seguir una carrera dentro de los negocios y a los quince años de edad lo enviaron a la escuela de negocios en Copenhague. No obstante, sus intereses musicales prevalecieron y, en vez de estudiar negocios, acabó estudiando música. En 1859 fue a Berlín para avanzar en sus estudios. Después de seis meses tuvo que regresar a casa y continuó sus estudios en Oslo, y sus primeras composiciones llegaron durante el invierno de 1859-60. En 1861 regresó a Berlín para continuar sus estudios y se quedó allí dos años más.
Las composiciones que él mismo marcó como opus 1 fueron publicadas en 1863 y contenían seis canciones con textos de su primo Bjørnstjerne Bjørnson, entre otros. En este tiempo Nordraak también compuso "Ja, vi elsker", que se convirtió en el himno nacional noruego. Se interpretó públicamente por primera vez el 17 de mayo de 1864 en relación con el 50.º aniversario de la Constitución noruega. Las letras fueron escritas por Bjørnson entre 1859 y 1868.
En 1864 conoció a Edvard Grieg en Copenhague y lo inspiró con la idea de dedicar su genio a las melodías noruegas y al cultivo de un arte específicamente nacional. Más adelante, Nordraak escribió música incidental para las piezas de Bjørnson Maria Stuart i Skotland y Sigurd Slembe.
Publicó sus Fem norske Digte: Op. 2, que consisten en poemas de Bjørnson y Jonas Lie. Fue la última de sus composiciones que publicaría en vida.

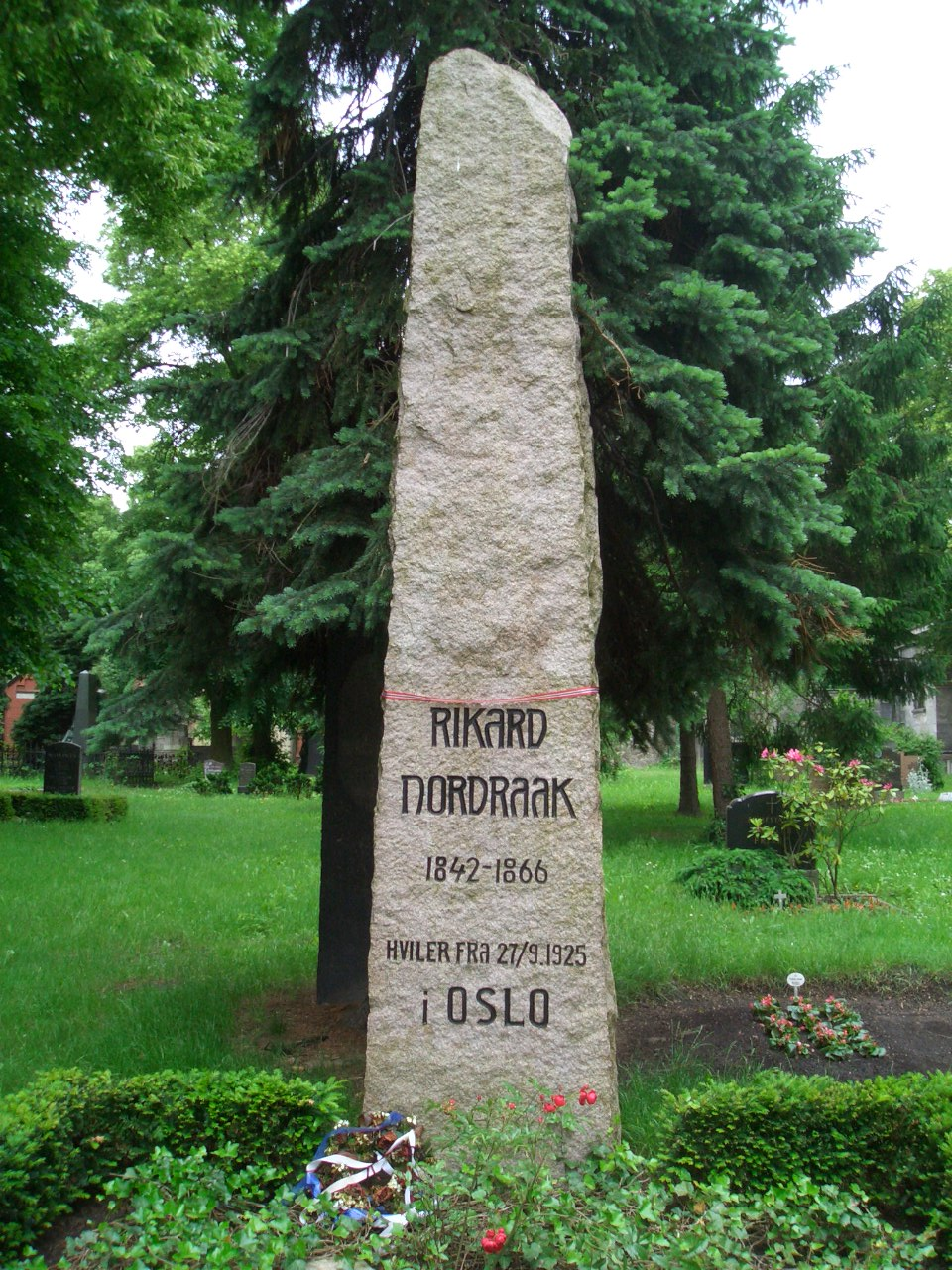
La primera seputlura de Rikard Nordraak en Berlin

En mayo de 1865 regresó a Brerlín para continuar su educación, pero cayó enfermo de tuberculosis en octubre y murió en París en marzo siguiente, con solo 23 años de edad. Fue enterrado en el Kirchhof Jerusalem, en el suburbio berlinés de 
Kreuzberg (Friedhof IV der Gemeinde Jerusalem – und Neue Kirche). En 1925 se repatrió a Noruega el féretro de Nordraak y se enterró en el Bosque de Honor del Vår Frelsers gravlund de Oslo.
Nordraak no vivió lo suficiente para producir mucha música. Se han conservado unas cuarenta composiciones, la mayoría obras pequeñas como canciones, piezas para coro masculino y unas cuantas composiciones para piano. La más grande de estas composiciones es el Scherzo Capriccio para piano, al que le dio en número de opus 3, publicado póstumante por Edvard Grieg. Es un tipo de rondó que utiliza varios aspectos de la música popular noruega; ritmos típicos en las slåtter (danzas típicas noruegas) y disonancias habituales para el violín hardingfele. Sin embargo, el material temático no tiene esta relación con la música popular. Øyvind Anker y Olav Gurvin publicaron en 1942 Rikard Nordraak. Samlede verker, una edición crítica de todas las composiciones de Nordraak
Con su apasionado patriotismo y gran amor por la música popular, la principal contribución de Nordraak a la historia de la música noruega fue ser una inspiración para compositores contemporáneos como Grieg. Cuando Grieg supo de la muerte de Nordraak, compuso la Marcha fúnebre en memoria de Rikard Nordraak (Sørgemarsj over Rikard Nordraak). Parte de su vida se dramatizó en el musical Song of Norway.